# Abdelkrim Ziani
Abdelkrim Ziani ou Abdelkarim Ziani, né le 14 octobre 1933 et mort le 28 septembre 2017, est un ancien arbitre marocain de football. Il fut arbitre international depuis 1957.

## Carrière
Il a officié dans des compétitions majeures : 
- Coupe du Maroc de football 1959 (finale)
- Coupe du Maroc de football 1962 (finale)
- Coupe du Maroc de football 1969 (finale)
- Coupe du Maroc de football 1971 (finale)
- JO 1972 (1 match)
- Coupe du Maroc de football 1974 (finale)